# 545
545 је била проста година.

## Догађаји
- Цар Јустинијан I шаље Нарсеса, византијског генерала, владарима Херула, да регрутују трупе за походе на Италију и Сирију.
- Готски рат: Краљ Тотила успоставља своју војну базу у Тиволију (Централна Италија) и припрема кампању за поновно освајање региона Лацијума.
- Манастир Клонмакноз основао је у Ирској Киријан Кломантоски на реци Шанон.
- Јангвон постаје владар корејског краљевства Гогурјео.
- Краљ Хозроје I Ануширван потписује петогодишње примирје са Византијским царством, али рат наставља да пустоши регион Кавказа, посебно у Јерменији.
- Сабор у Брефију се одржава у Ланддеви Брефију, како би се осудила пелагијанска јерес. Дубриције, архиепископ Јужног Велса, подноси оставку у корист Давида.